# Helmut Losch
Helmut Losch (Barth, 12 ottobre 1947 – Stralsund, 10 gennaio 2005) è stato un sollevatore tedesco orientale medagliato olimpico e mondiale che ha gareggiato nelle categorie dei pesi massimi primi (fino a 100 kg.), dei pesi massimi (fino a 110 kg.) e dei pesi supermassimi (oltre 110 kg.).

## Biografia
Helmut Losch era un meccanico di motori a vapore e iniziò ad allenarsi nel sollevamento pesi durante il periodo di apprendistato lavorativo a Stralsund, mettendosi successivamente in evidenza nelle competizioni nazionali.
Nel 1971 fece il suo esordio internazionale, prendendo parte prima ai Campionati europei di Sofia e poi ai Campionati mondiali di Lima, dove seppe imporsi nella prova di slancio della categoria dei pesi massimi, terminando però fuori dal podio mondiale finale.
Nel 1972 partecipò alle Olimpiadi di Monaco di Baviera, dove terminò al 4º posto finale con 547,5 kg. nel totale di tre prove.
Nel 1973 riuscì a conquistare la sua prima medaglia internazionale, ottenendo quella d'argento ai Campionati europei di Madrid con 362,5 kg. nel totale di due prove, dietro al sovietico Pavel Pervušin (400 kg.) e davanti al tedesco occidentale Dieter Westphal (355 kg.). Qualche mese dopo Losch vinse un'altra medaglia d'argento ai Campionati mondiali de L'Avana con 370 kg. nel totale, battuto nuovamente da Pervušin (385 kg.).
Prese parte alle Olimpiadi di Montréal 1976 dopo essere passato alla categoria superiore dei pesi supermassimi, vincendo la medaglia di bronzo con 387,5 kg. nel totale, dietro al sovietico Vasilij Alekseev (440 kg.) e al connazionale Gerd Bonk (405 kg.). In quell'anno la competizione olimpica di sollevamento pesi era valida anche come Campionato mondiale.
L'anno seguente Losch, perdendo peso, riuscì a rientrare nella nuova categoria dei pesi massimi primi e vinse la medaglia d'argento ai Campionati mondiali ed europei di Stoccarda con 367,5 kg. nel totale, alle spalle del sovietico Anatolij Kozlov (stesso risultato di Losch) e davanti allo svizzero Michel Broillet (365 kg.).
Nel 1978 Helmut Losch pose fine alla sua carriera di sollevatore.
Morì all'età di 57 anni a causa di un infarto.